# Liste der Einträge im National Register of Historic Places im Angelina County
Die Liste der Registered Historic Places im Angelina County führt alle Bauwerke und historischen Stätten im texanischen Angelina County auf, die in das National Register of Historic Places aufgenommen wurden.

## Aktuelle Einträge
| Lfd. Nr. | Name im NRHP                            | Bild | Datum der Eintragung | Adresse/Lage                | Ort        | NRHP-ID  | Beschreibung |
| -------- | --------------------------------------- | ---- | -------------------- | --------------------------- | ---------- | -------- | ------------ |
| 1        | A. C. Kennedy-Runnells House            |      | 22. Dez. 1988        | 603 Groesbeck St., East     | Lufkin     | 88002772 |              |
| 2        | A. F. and Myrtle Perry-Pitmann House    |      | 22. Dez. 1988        | 402 Bynum St., South        | Lufkin     | 88002765 |              |
| 3        | Abercrombie-Cavanaugh House             |      | 22. Dez. 1988        | 302 S. Bynum                | Lufkin     | 88002794 |              |
| 4        | Angelina River Bridge                   |      | 22. Dez. 1988        | US 59 over Angelina River   | Lufkin     | 88002801 |              |
| 5        | Banks-Ogg House                         |      | 22. Dez. 1988        | 602 Groesbeck St., East     | Lufkin     | 88002771 |              |
| 6        | Behannon-Kenley House                   |      | 22. Dez. 1988        | 317 Shephard                | Lufkin     | 88002798 |              |
| 7        | Binion-Casper House                     |      | 19. Juli 1989        | 404 Mantooth                | Lufkin     | 88002785 |              |
| 8        | Bowers-Felts House                      |      | 22. Dez. 1988        | 1213 Lotus Ln.              | Lufkin     | 88002780 |              |
| 9        | Boynton-Kent House                      |      | 22. Dez. 1988        | 107 Kerr St., West          | Lufkin     | 88002779 |              |
| 10       | Byus-Kirkland House                     |      | 22. Dez. 1988        | 411 Mantooth                | Lufkin     | 88002786 |              |
| 11       | C. W. Archie Perry-Hallmark House       |      | 22. Dez. 1988        | 302 S. Bynum                | Lufkin     | 88002764 |              |
| 12       | Clark-Whitton House                     |      | 22. Dez. 1988        | 1865 Old Mill Rd.           | Lufkin     | 88002792 |              |
| 13       | Corstone Sales Company                  |      | 22. Dez. 1988        | 109--111 Shepherd St., East | Lufkin     | 88002797 |              |
| 14       | Dr. Edward Percy-Abney House            |      | 22. Dez. 1988        | 466 Jefferson               | Lufkin     | 88002778 |              |
| 15       | Dunham Hill                             |      | 22. Dez. 1988        | US 69                       | Huntington | 88002803 |              |
| 16       | Everitt-Cox House                       |      | 22. Dez. 1988        | 418 Moore                   | Lufkin     | 88002789 |              |
| 17       | Fenley Commercial Building              |      | 22. Dez. 1988        | 112 Lufkin Ave., East       | Lufkin     | 88002781 |              |
| 18       | G. E. Lawrence House                    |      | 22. Dez. 1988        | 2005 Chestnut St., South    | Lufkin     | 88002766 |              |
| 19       | Gibbs-Flournoy House                    |      | 22. Dez. 1988        | TX 844                      | Manning    | 88002804 |              |
| 20       | Henry G. Temple House                   |      | 22. Dez. 1988        | 501 Hines Rd.               | Diboll     | 88002802 |              |
| 21       | Houston Brookshire-Yeates House         |      | 22. Dez. 1988        | 304 Howe St., East          | Lufkin     | 88002776 |              |
| 22       | Howard Walker House                     |      | 22. Dez. 1988        | 503 Harmony Hill Rd.        | Lufkin     | 88002774 |              |
| 23       | Humason-Pinkerton House                 |      | 22. Dez. 1988        | 602 Grove                   | Lufkin     | 88002773 |              |
| 24       | J. H. Kurth House                       |      | 22. Dez. 1988        | 1860 Old Mill Rd.           | Lufkin     | 88002791 |              |
| 25       | Keltys Worker Housing                   |      | 22. Dez. 1988        | 109 Maas                    | Lufkin     | 88002784 |              |
| 26       | Kurth-Glover House                      |      | 22. Dez. 1988        | 1847 Old Mill Rd.           | Lufkin     | 88002790 |              |
| 27       | Lufkin Land-Long Bell-Buck House        |      | 22. Dez. 1988        | 1218 Lufkin St.             | Lufkin     | 88002783 |              |
| 28       | Marsh-Smith House                       |      | 22. Dez. 1988        | 503 Raguet St., North       | Lufkin     | 88002796 |              |
| 29       | McClendon-Abney Hardware Company        |      | 22. Dez. 1988        | 119 Lufkin Ave., East       | Lufkin     | 88002782 |              |
| 30       | McGilbert House                         |      | 22. Dez. 1988        | 1902 Old Mill Rd.           | Lufkin     | 88002793 |              |
| 31       | Newsom-Moss House                       |      | 22. Dez. 1988        | 420 Mantooth                | Lufkin     | 88002787 |              |
| 32       | Old Federal Building-Federal Courthouse |      | 22. Dez. 1988        | 104 Third St., North        | Lufkin     | 88002799 |              |
| 33       | Parker-Bradshaw House                   |      | 22. Dez. 1988        | 213 Raguet St., North       | Lufkin     | 88002795 |              |
| 34       | Pines Theatre                           |      | 22. Dez. 1988        | 113 First St., South        | Lufkin     | 88002767 |              |
| 35       | R. A. Kennedy-J. M. Lowrey House        |      | 22. Dez. 1988        | 519 Groesbeck St., East     | Lufkin     | 88002770 |              |
| 36       | Rastus-Read House                       |      | 22. Dez. 1988        | 1509 First St., South       | Lufkin     | 88002768 |              |
| 37       | Russell-Arnold House                    |      | 22. Dez. 1988        | 121 Menefee St., West       | Lufkin     | 88002788 |              |
| 38       | S. W. Henderson-Bridges House           |      | 22. Dez. 1988        | 202 Henderson               | Lufkin     | 88002775 |              |
| 39       | Standley House                          |      | 22. Dez. 1988        | 1607 Tulane                 | Lufkin     | 88002800 |              |
| 40       | Texas Highway Department Complex        |      | 22. Dez. 1988        | 110 Forest Park             | Lufkin     | 88002769 |              |
| 41       | Walter C. Trout-White House             |      | 22. Dez. 1988        | 444 Jefferson               | Lufkin     | 88002777 |              |